# Nikola Malešević
Nikola Malešević (cyr. Никола Малешевић; ur. 25 sierpnia 1989 w Medziugoriu) – serbski koszykarz grający na pozycji niskiego skrzydłowego, obecnie zawodnik Pelister.
W sezonie 2013/2014 zawodnik drużyny Śląska Wrocław. W barwach siedemnastokrotnych mistrzów Polski zadebiutował 20 października w wygranym meczu ze Stabill Jezioro Tarnobrzeg, a już tydzień później w spotkaniu z Polpharmą Starogard Gdański (wygranym przez Śląsk 88:74) z dorobkiem 19. punktów, okazał się najlepszym strzelcem „Trójkolorowych”.
10 stycznia 2018 został zawodnikiem AZS-u Koszalin.
20 stycznia 2020 dołączył do rumuńskiego CSO Voluntari.

## Osiągnięcia
Stan na 1 listopada 2021, na podstawie, o ile nie zaznaczono inaczej.
NCAA
- Uczestnik rozgrywek Final Four turnieju NIT (2010)
- Zaliczony do składu Atlantic 10 All-Academic (2013)

Drużynowe
- Wicemistrz Rumunii (2017)
- Zdobywca pucharu Polski (2014)
- Mistrz sezonu regularnego ligi rumuńskiej (2016)

Indywidualne
(* – nagrody przyznane przez portal eurobasket.com)
- Uczestnik meczu gwiazd ligi rumuńskiej (2016)
- Zaliczony do*:
  - II składu ligi rumuńskiej (2016)
  - składu honorable mention ligi rumuńskiej (2017)

Reprezentacja
- Wicemistrz igrzysk śródziemnomorskich (2013)
- Brązowy medalista uniwersjady (2013)